# Glen Ennis
Pour les articles homonymes, voir Ennis (homonymie).
Pas d'image ? Cliquez ici

a Compétitions nationales et continentales officielles uniquement.

b Matchs officiels uniquement.
Dernière mise à jour le 30 janvier 2025.
Glen Ennis, né le 19 mai 1964  à Vancouver (Colombie-Britannique, Canada), est un ancien joueur canadien de rugby à XV, évoluant au poste de troisième ligne centre pour l'équipe nationale du Canada.

## Carrière

### Équipe nationale
Glen Ennis a connu 32 sélections internationales en équipe du Canada, il fait ses débuts le 7 juin 1986 contre l'équipe du Japon. Sa dernière apparition a lieu le 6 juin 1998 contre les États-Unis. Il est capitaine à trois reprises.
Il marque un essai lors de ses deux premiers tests puis à cinq autres reprises. 
Il joue les dix matchs de Coupe du Monde 1987, 1991, 1995, que dispute le Canada pendant sa carrière.

## Palmarès

### Sélections nationales
- 32 sélections en équipe du Canada
- 7 essais
- 28 points
- Nombre de sélections par année : 2 en 1986, 4 en 1987, 1 en 1988, 2 en 1989, 3 en 1990, 7 en 1991, 2 en 1993, 2 en 1994, 5 en 1995, 4 en 1998

- participation à la Coupe du Monde 1987 (3 matchs disputés, 3 comme titulaire), 1991 (4 matchs disputés, 4 comme titulaire, 1 comme capitaine), 1995 (3 matchs disputés, 2 comme titulaire).